# پایگاه هوایی میرهورود
پایگاه هوایی میرهورود (به انگلیسی: Myrhorod Air Base) یک فرودگاه با کد یاتا MXR است که یک باند فرود بتن دارد و طول باند آن ۲۵۰۰ متر است. این فرودگاه در کشور اوکراین قرار دارد .